# 抗ds-DNA抗体
抗ds-DNA抗体(こうダブルストランド-ディーエヌエーこうたい)は、2本鎖DNAに対する自己抗体。

## 臨床検査
臨床検査では血液検査の一つとして測定される。

## 診断的意義
膠原病で陽性となることが多く、重要。特に全身性エリテマトーデスにおいて、その感度は57%、特異度は97%、陽性尤度比は16.4と、高い診断力を持つ。またエリテマトーデスの病勢を反映して増減する。

## 関連事項
- 抗核抗体（ANA）
- 補体
- 抗Sm抗体
- C反応性蛋白